# Niedochodowka
Niedochodowka (ros. Недоходовка) – wieś (dieriewnia) w Rosji, w obwodzie lipieckim, w rejonie izmałkowskim. W 2010 liczyła 159 mieszkańców.